# گورلی اورلوند
گورلی اورلوند (سوئدی: Gurli Ewerlund؛ ۱۳ اکتبر ۱۹۰۲ – ۱۰ ژوئن ۱۹۸۵) شناگر اهل سوئد بود.
وی در مسابقات بین‌المللی در مجموع برندهٔ ۱ مدال برنز شده‌است.